# 전갈목
전갈(全蠍)은 전갈목에 속하는 동물의 총칭이다. 한국에서는 극동전갈의 정식 명칭이기도 하다. 모든 전갈은 꼬리 끝 부분에 독침을 갖고 있다. 세계적으로 1천 종이 넘는 전갈이 알려져 있으며, 이 중 몇 종은 인간에게 치명적인 독을 가진 종도 있으나, 그 수는 25종에 불과하다.

## 형태
후복부는 긴 꼬리처럼 되어 있다. '꼬리' 부분은 여러 마디로 나뉘어 있어서 구부릴 수 있고, 끝 부분이 부풀어올라 독낭과 독침이 형성된다. 걷는 다리는 8개이고, 각수에는 짧은 협장과 매우 잘 발달된 집게형의 더듬이다리 2개가 있다. 협각은 집게형으로 먹이를 잘게 찢기에 알맞다.
전갈의 몸의 구조는 고생대 실루리아기 쯤에 이미 현재와 거의 비슷한 모습으로 형성되었다. 가장 오래된 전갈 화석은 4억 3천만년 전의 것이다. 바다전갈(eurypterid)류와 형태가 거의 일치해서 직접적인 친족 관계가 있다고 말하나, 이것은 아직 의문이다. 황제전갈은 20 cm 이상 자라며, 이형전갈속의 Heterometrus swammerdami은 몸길이 24.7cm로 가장 큰 전갈이다.

## 분포
전갈은 전 세계에 넓게 분포한다. 현재 1000종 이상이 발견되었다. 대부분의 종류는 열대 및 아열대지방에서 서식하며, 일부는 사막, 한대지방까지 분포한다. 한반도에는 북부지방에 전갈 1종이 분포하며, 일본에는 류큐 열도에 2종이 존재한다.

## 생태
전갈은 야행성이고 굴을 파고 산다. 전갈의 눈은 거의 퇴화되어 빛과 어둠만을 구분하는 정도이지만 다리와 배에 달린 특유의 감각기관으로 1미터 떨어진 먹이의 미세한 동작도 포착하는 것이 가능하다. 전갈은 소식(少食)을 하기 때문에 적극적으로 먹이사냥을 하지 않으며, 1년 가까이 물만 먹고도 살수 있다. 그러나 필요할 때는 집게와 꼬리 끝의 독침을 활용해 뛰어난 사냥솜씨를 발휘한다. 전갈은 집게로 먹이를 붙잡고, 협각으로 먹이를 잘게 찢어 먹는다.
전갈은 난태생이다. 임신기간은 5~9개월로 대부분의 절지동물보다 길며, 때로는 사람처럼 임신기간이 10개월인 경우도 있다. 출산한 전갈은 새끼가 독립할 때까지 등에 업고 다닌다.

## 독성

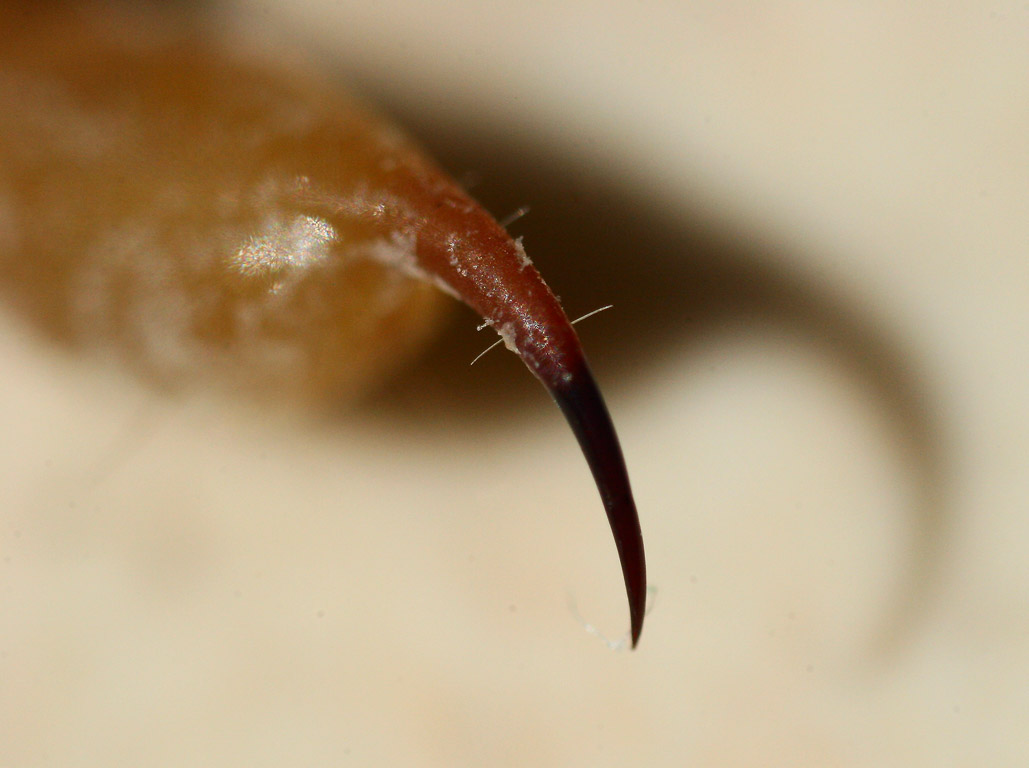
Centruroides sculpturatus의 독침.

전갈은 세계적으로 1천 종이 넘게 알려져 있지만, 대다수의 전갈은 꿀벌에서 꿀벌 이하로 독성이 약한 종들이 대다수로, 인간에게 치명적인 독을 포함하는 종의 수는 25종에 불과하다. 일반적으로 대형종의 전갈은 집게를 주무기로 사용하기 때문에 독침보다 집게가 발달되어 있고, 소형종의 전갈은 자신을 지키기 위해 집게보다 꼬리의 독을 발달시킨 경우가 많다. 즉 집게가 크고 힘이 강하면 독은 약하고, 집게가 작고 꼬리가 발달되어 있으면 독이 강하다는 것이다. 상당수의 전갈은 이 등식이 맞아떨어지지만, 일부 맹독성 전갈은 이 등식을 어기므로 여행지에서 전갈을 만지는 것은 절대 금물이다. 아무리 독성이 약한 종이라도 알레르기가 있다면 아나필락시스 쇼크로 위험할 수 있으니 공격하거나 만지지 않는 것이 좋다.

## 같이 보기
- 식초전갈
- 전갈자리